# ズーム (カクテル)
ズーム（英: Zoom）とは蒸留酒とハチミツと生クリームを用いたショートドリンクカクテルのスタイル。「ズーム・カクテル（英: Zoom Cocktail）と呼んだ場合はブランデーを用いた「ブランデー・ズーム」であることが多い。

## 概要
カクテルブックのアルファベット順索引では最後に登場する事が多いカクテルである。
「ズーム」は「蜂の羽音」を擬声語で表したものと、俗語で「人気が急上昇する」という意味がある。
オテル・リッツ・パリのフランク・マイヤーが考案したバカルディのラム酒を用いたラム・ズームによって広く知られるようになったスタイルである。
1980年代のロンドンでは食後のカクテルとして人気を博した。

## レシピの例
ブランデー・ズーム（ズーム・カクテル）のレシピ例を以下に挙げる。
材料
- ブランデー
- 蜂蜜
- 生クリーム

作り方
1. 氷とともに全ての材料をシェイクし、カクテルグラスに注ぐ。

## バリエーション
上述のように使用する蒸留酒をブランデーから変更したバリエーションがある。蒸留酒名を頭に付けて区別する。
- ウイスキー・ズーム・カクテル
  - バーボン・ズーム・カクテル
- ジン・ズーム・カクテル
- ラム・ズーム・カクテル
- ウォッカ・ズーム・カクテル